# フタホセンナ

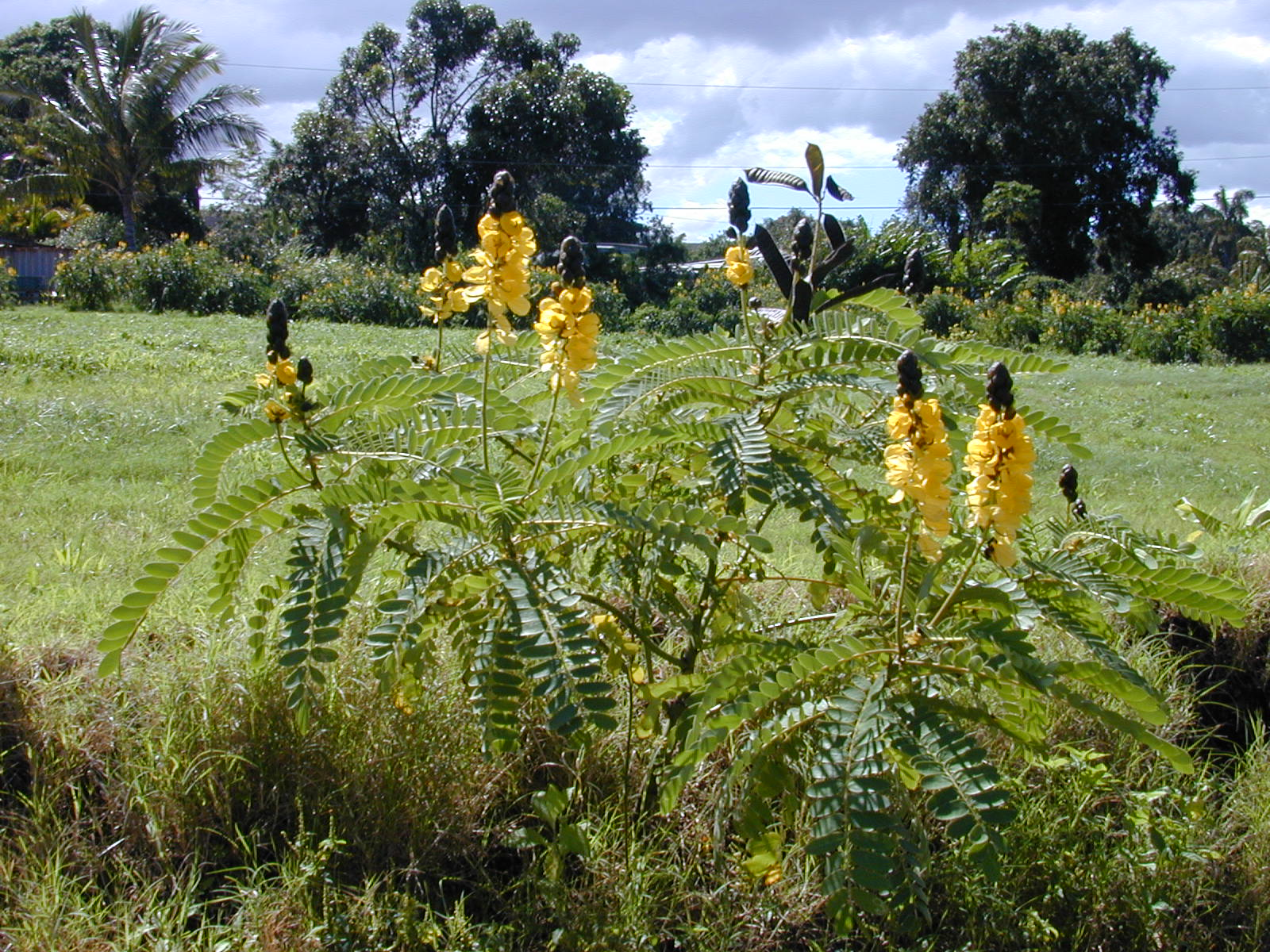
フタホセンナ
（米国ハワイ州マウイ島　自生株）

フタホセンナ（学名：Senna didymobotrya）はマメ科センナ属の低木～小高木。別名コヤシセンナ。

## 特徴
樹高3 m程度になる灌木。葉は偶数羽状複葉で小葉は8–16対、各小葉は卵状長楕円形～狭倒卵形～長楕円形で長さ2–6 cm、幅1.5–2 cm、先端は丸く微凸端。葉柄は長さ6–8 cmで羽軸は25–50 cm。総状花序は腋生して直立し、長さ25–50 cmで黄色の花を多数つける。花序先端の蕾の部分は黒褐色を呈する。豆果は扁平で長さ7.5–10 cm、幅1.5 cm。

## 分布と生育環境、利用
熱帯アフリカ、エチオピア原産で、沖縄本島や先島諸島で観賞用に栽培。南アフリカ、メキシコ、オーストラリア及び米国カリフォルニア、フロリダ、ハワイへ帰化